# Quítxua de Cajamarca
El quítxua de Cajamarca (en quítxua: kashamarka runashimi) és una varietat del quítxua parlada aïlladament a les parts altes occidentals de la província de Cajamarca (districtes de Cajamarca, Baños del Inca i Chetilla). És mútuament intel·ligible amb el quítxua de Lambayeque i forma part de la branca quítxua perifèrica o quítxua II.

## Característiques
Aquesta llengua no s'havia parlat mai a tota la regió; no obstant això, sembla que està en franca reculada en relació amb el castellà: només es conserva en municipalitats rurals com Chetilla o Porcón i, encara, en aquestes zones els nens han començat a parlar exclusivament en castellà. Donada la mala reputació de les llengües indígenes, les dades censals són molt més baixes que les xifres reals, per la qual cosa la quantitat de parlants varia entre 10.000 i 30.000.
El quítxua de Cajamarca va retenir del protoquítxua moltes característiques, com la diferenciació entre les consonants africades retroflexa /ʈ͡ʂ/ i postalveolar /t͡ʃ/ i entre les fricatives alveolar /s/ i postalveolar /ʃ/. L'aspirada /h/ s'ha silenciat. Com en altres variants, el plural és marcat amb el sufix -llapa.
Félix Quesada va publicar la primera gramàtica i el primer diccionari de quítxua de Cajamarca el1976 per iniciativa del govern militar. Posteriorment, David Coombs va fer treball de camp segons SIL International. Per iniciativa seva es va editar una traducció del Nou Testament el 2005. Hi ha, a més, l'Acadèmia Regional del Quítxua a Cajamarca. De manera aïllada, el quítxua de Cajamarca s'ha inclòs recentment en els programes escolars.
L'ortografia usada per SIL no concorda completament amb l'alfabet oficial: és pentavocalista i fonemitza la sonorització de les consonants oclusives /p/, /t/ i /k/ després de la nasal alveolar /n/.

## Fonologia
Té tres vocals: /a/, /i/ i /u/
|             |             | Bilabial | Alveolar | Alveolo-palatal | Retroflexa | Palatal | Velar | Uvular |
| ----------- | ----------- | -------- | -------- | --------------- | ---------- | ------- | ----- | ------ |
| Oclusiva    | Oclusiva    | p        | t        |                 |            |         | k     | q      |
| Africada    | sorda       |          |          | t͡ʃ              | ʈʂ         |         |       |        |
| Africada    | sorda       |          |          | d͡ʒ              |            |         |       |        |
| Fricativa   | sonora      |          | s        | ʃ               | ʂ          |         | x     |        |
| Fricativa   | sorda       |          |          |                 | ʐ          |         |       |        |
| Nasal       | Nasal       | m        | n        |                 |            | ɲ       |       |        |
| Approximant | Approximant |          | l        |                 |            | j       | w     |        |
| Bategant    | Bategant    |          | ɾ        |                 |            |         |       |        |

### Contes en quítxua de Cajamarca
- Unay willanakuna: Urqu Kilish (El Apu Quilish y otros cuentos, recopilados por Dolores Ayay Chilón, ARIQC)